# The Moon Is a Harsh Mistress (Lied)
The Moon Is a Harsh Mistress, teilweise auch The Moon’s a Harsh Mistress, ist ein Lied des amerikanischen Songwriters Jimmy Webb, von dem heute Aufnahmen zahlreicher Künstler aus unterschiedlichen Genres existieren. Ohne dass es ein Hit wurde, entwickelte es sich zum Standard.

## Hintergrund
Das Stück hat drei Strophen und wird oft in G-Dur gespielt, wobei für die letzte Strophe in vielen Aufnahmen eine kleine Terz höher nach B-Dur moduliert wird. Einen Refrain gibt es nicht. Im Text besingt ein Lyrisches Ich eine verlorene Geliebte aus der Vergangenheit und den schroffen Mond, der ihm noch bleibt. Der Titel The Moon Is a Harsh Mistress bildet den vorletzten Vers jeder Strophe.
The Moon Is a Harsh Mistress entlehnt seinen Titel von dem gleichnamigen Roman von Robert A. Heinlein, der als Revolte auf Luna ins Deutsche übersetzt wurde. Webb gab an, schon als Achtjähriger Heinleins Romane gelesen zu haben und generell stark von Science-Fiction beeinflusst zu sein. The Moon Is a Harsh Mistress (deutsch etwa „Der Mond ist eine raue Geliebte“) sei einer der besten Titel, die er jemals gehört habe, weshalb er sich dazu entschloss, ein gleichnamiges Lied zu schreiben.

“I really am guilty of appropriating something from another writer. In this case I had contact with Robert A. Heinlein’s attornies. I said, “I want to write a song with the title, ‘The Moon is a Harsh Mistress.’ Can you ask Mr. Heinlein if it’s okay with him?” They called me back and he said he had no objection to it.”

„Ich bin definitiv schuldig, mir etwas von einem anderen Autor angeeignet zu haben. In diesem Fall hatte ich Kontakt mit Robert A. Heinleins Anwälten. Ich sagte „Ich würde gern ein Lied mit dem Titel ‚The Moon is a harsh Mistress‘ schreiben“. Können Sie Mr. Heinlein fragen, ob er damit einverstanden ist? Sie riefen mich zurück und sagten, er hätte keine Einwände.“

Der Song war für Webb „symbiotisch für dieses Jahrzehnt meines Lebens, meinen Kampf, mein Versagen, meine Angst, meinen Stolz und sogar Verachtung.“

## Interpreten
Die erste Aufnahme stammt von Joe Cocker, der das Lied 1974 für sein Album I Can Stand a Little Rain einsang. Bereits im selben Jahre folgte eine Versionen von Glen Campbell, dann von Linda Ronstadt, Judy Collins und Joan Baez. Jimmy Webb selbst nahm das Stück 1977 für sein Album El Mirage auf und noch einmal 1996 für Ten Easy Pieces. Auch verschiedene Jazzmusiker interpretierten das Stück, darunter Radka Toneff, Nils Landgren und Silje Nergaard. Eine instrumentale Version nahmen Charlie Haden und Pat Metheny 1997 für ihr Album Beyond the Missouri Sky (Short Stories) auf. Weiterhin wurde es im Bereich des Jazz auch von Sheila Jordan/Steve Kuhn Trio, Karrin Allyson, Rigmor Gustafsson und Wesla Whitfield gecovert, sowie von Grażyna Auguścik (2001), John Hollenbeck/hr-Bigband (2013, Grammynominierung) und Rita Marcotulli/Luciano Biondini (2014). Klaus Hoffmann übersetzte das Lied für sein Album Aquamarin (2018) ins Deutsche.